# Sibyl Buck
Sibyl Buck (Versailles, 27 maggio 1972) è una supermodella e musicista statunitense, celebre negli anni novanta per lo stile grunge, poco convenzionale per le modelle dell'epoca, caratterizzato dai capelli tinti di color rosso fuoco e i numerosi piercing.

## Biografia
Nata a Versailles, in Francia, ma cresciuta nel Connecticut, Sibyl Buck si trasferisce a Parigi nel 1991, dove studia arte e inizia la sua carriera di modella. Sceglie uno stile non convenzionale, tingendosi i capelli rosso fuoco, indossando Dr. Martens, girando in skateboard e trascurando in parte il proprio aspetto, a differenza delle modelle allora in voga, cosa che, inaspettatamente e a dispetto delle indicazioni della sua agenzia, apre la strada alla sua carriera. Sibyl Buck si fa notare inoltre per essere tra le primissime supermodel a esibire numerosi piercing, nelle immagini e nelle sfilate di moda, al setto nasale, nella lingua e ai capezzoli, anche grazie a un servizio fotografico pubblicato nel novembre 1993 dal mensile Lui, in cui è fotografata in topless da Herb Ritts e Massimo Capitanucci.
In questo periodo lavora per Yves Saint Laurent, Chanel, Jean-Paul Gaultier, Alexander McQueen, Thierry Mugler, Chantal Thomass, Karl Lagerfeld, Emanuel Ungaro, Chloé, Krizia, Laura Biagiotti, Sonia Rykiel, Moschino, Givenchy, Vivienne Westwood, Les Copains, Issey Miyake, Marina Spadafora, Nicole Miller, Nina Ricci, Paloma Picasso, Rocco Barocco, Bill Blass, John Galliano, Bill Blass, Betsey Johnson, Bella Freud, Helmut Lang, Dolce & Gabbana, John Rocha, Anna Molinari e molte altre case di moda. Inoltre compare su riviste di moda come Marie Claire, Elle e altre.
Nel 1994 prende parte alla celebre e provocatoria sfilata di Jean-Paul Gaultier primaverile ready-to-wear per la sua collezione Les Tatouages, interamente incentrata su tribalità, tatuaggi e piercing dove ogni modella e modello sfilano esibendo piercing e tatuaggi e che vede tra i suoi protagonisti anche Rossy de Palma, Stella Tennant e Naomi Campbell. La maggior parte dei modelli indossa piercing finti, a parte pochi, tra i quali appunto Sibyl Buck, che esibiscono piercing autentici. La sfilata è considerata oggi una tra le più importanti e innovative e simbolo di diversità nella moda.
Nel 1997 viene scelta da Luc Besson per interpretare la parte della segretaria di Jean-Baptiste Emanuel Zorg (Gary Oldman), nel film di fantascienza Il quinto elemento (Le Cinquième élément).
Dopo essersi ririratasi dal mondo della moda nel 1997, ancora nel pieno del successo, e trasferitasi da Parigi a Topanga, in California, nel 1998 avvia una carriera di musicista rock, suonando il basso e cantando nei Champions of Sound, assieme al proprio compagno Chris Traynor (ex Orange 9mm e Helmet) e Sergio Vega (ex Quicksand). Successivamente Sibyl Buck entra a far parte, sempre nel ruolo di bassista, nel gruppo di Joseph Arthur, Joseph Arthur & The Lonely Astronauts.
Nel 2013 torna al cinema, recitando in un cameo nella parte di Victoria, nel film della regista francese di origini tunisine e italiane Reem Kherici, Parigi a tutti i costi (Paris à tout prix).
Nell'ottobre 2020 Sybyl Buck appare assieme alla figlia Puma Rose nel numero di ottobre di Marie Claire, in una sessione di foto scattate nella sua casa The New Paradome Farm, a Topanga, in California.

## Vita privata
Dalla relazione con il musicista Chris Traynor, nel 1998 Sibyl Buck ha una figlia, Puma Rose Buck, che, una volta adulta, ha a sua volta intrapreso la carriera di modella, seguendo le orme della madre e scegliendo di tingersi i capelli rosso fuoco, caratteristica che ha reso celebre Sibyl negli anni novanta.

## Agenzie
- NEXT Management
- Absolu Models
- Models 1
- DNA Model Management
- ZZO Image

## Filmografia
- Il quinto elemento (Le cinquième élément), regia di Luc Besson (1997)
- Random Acts of Intimacy, regia di Clio Barnard - cortometraggio TV (2002)
- Parigi a tutti i costi (Paris à tout prix), regia di Reem Kherici (2013)

## Discografia parziale

### Solista
Collaborazioni
- 2007 - Mice Parade Mice Parade

### Con i Champions of Sound
EP
- 2003 - Champions of Sound

### Con Joseph Arthur & The Lonely Astronauts
Album
- 2007 - Let's Just Be
- 2008 - Temporary People

EP
- 2007 - Let's Just Be Live EP

Singoli
- 2008 - Faith/Look Into The Sky